# 이즈미 시로
이즈미 시로(和泉史郎, 1961년 5월 6일 ~ )는 일본의 배우이다. 본명은 토키와 이치로(常盤 一郎)이다.
지바현 기미쓰시 출신이며, 키는 181 cm, 치바 현립 야치요도 고등학교 출신이다.

## 생애
도에이 연기 연구소를 거쳐서 도에이 배우 센터에 소속이다. 그 후 극단 도쿄 우오 도우이루 쇼 등에서 활약한. 또 〈슈퍼 전대 시리즈〉의 제9작 《전격전대 체인지맨》의 오오조라 유마/체인지 페가수스역· 제16편 《공룡전대 주레인저》의 브라이/드래곤 레인저 역으로 알려졌다.
특기는 검도, 야구, 골프, 어디든지 금방 잠 잘 수 있는 것.
2000년에 배우업을 은퇴했고 현재는 초밥 가게 체인을 전개할 주식 회사 마츠모토의 직영점 어패 테이의 매니저로 일하고 있다.
《주레인저》에서 브라이/드래곤 레인저는 당초 5회 한정의 게스트 출연으로 오퍼를 받았지만 〈브라이〉가 어머니층의 인기를 획득함으로써 예정을 변경하고 문자 그대로"연명" 하고 프로그램 후반까지 뛰게 됐다는 것이다.

## 출연작

### TV 드라마
- 성운가면 머신맨 제3화 「아이들을 보내」(1984년, NTV) ... 나가하라 투수 역
- 카오 사랑의 극장/인생은 서투른 열차 (1984년 TBS)
- 사철 연선 97분서 제8화 「폭주족에 굿 바이!」(1984년, ANB)
- 슈퍼 전대 시리즈 (ANB)
  - 전격전대 체인지맨 (1985년) ... 오오조라 유마/체인지 페가수스(목소리) 역
  - 공룡전대 주레인저 (1992년) ... 브라이/드래곤렌쟈(목소리) 역
  - 닌자전대 카쿠레인저 제9화 「깜짝 생중계」(1994년) ... 구원의 사무라이 역
  - 초력전대 오레인저 제3화 「위기 초력의 비밀」(1995년) ... 켄이치의 아버지 역
  - 천장전대 고세이저 vs. 신켄저: 에픽 온 은막 (2011년) ... 타케루의 아버지 역
- 스케반형사II 소녀철가면전설 제18화 사「키 남자 학교 입학?! 츳파리 하이 스쿨」(1986년, CX) ... 카제노 역
- 금요일 여자의 드라마 스페셜 / 차가운 여름, 여대생 취업 활동 일 (1986년, CX)
- 목요일 골든 드라마 (YTV)
  - 어머니의 외침 (1986년)
  - 봄의 자매 (1987년)
- 무사 시보 벤케이 제32화 「의천 중립 왕생」(1986년 NHK)- 가신 역
- 아바렌보소균 (ANB)
  - 아바렌보소균 Ⅱ 제176화 「결전 전야의 임시 혼례!」(1986년) ... 마사키치 역
  - 아바렌보소균 Ⅲ (1986년) ... 메조의 카슈토 토라조 역
- 여자 풍림화산 (1986년, TBS) ... 우에스기 가게토라 역
- 토요 와이드 극장 (ANB)
  - 니시무라 쿄타로우 트래블 미스터리 L특급 뇌조구호 살인 사건 (1987년) ... 카와하라 아키라 역
  - 빗속의 살인자 (1992년)
  - 니시무라 쿄타로우 서스펜스 십진천 경감 시리즈 하기, 쓰와노에 사라진 여자(1994년) ... 시라이 케이이치로 역
  - 무타 형사 사건파일 22 관문 해협 - 요코하마 연속 살인 (1996년) ... 카페 마스터 역
  - 아주 완전 범죄의 여의사(1998년) - 안도 타츠야 역
  - 니시무라 쿄타로우 트래블 미스터리 아키타 신칸센 코마치 살인 사건 (1999년) - 이노우에 역
- 정글 제16화 「경관이 이루어진다!」(1987년, NTV)
- 행맨 GOGO 제16화 「긴급 지령·오늘 최소한 리데 해산이다요!」(1987년 ABC) - 무라노 노부히코 역
- 수요 드라마 스페셜 / 미치노쿠 허니문 살인 사건 (1987년, TBS)
- 대강정담 (1987년 ANB) ... 카노 누이노스케 역
- 토요일 드라마 스페셜 / 레몬 향기의 여자 (1988년, TBS)
- 화요 서스펜스 극장 (NTV)
  - 미츠히코의 미스터리 (1988년) ... 타카쿠와 요시오 역
  - 망향 (1989년)
  - 베이비 시터 살인 사건 (1990년)
  - 여자 동물 의사 사건부 3 낯가림하는 개 (1991년)
  - 우리 마을V (1994년)
  - 담당변호사3 (1997년)
  - 여자 변호사·타카바야시 아유코 15 히다 타카야마의 여자 (1994년) - 스이바라 형사 역
  - 비뚤어진 거울 (1995년)
  - 여자 변호사·타카바야시 아유코 20 풍비 본선 초봄의 사각 (1997년)
  - 범죄 심리 분석관 파이널 (1998년) ... 경관 역